# Воспоминание о летней ночи в Мадриде
«Воспоминание о летней ночи в Мадриде», также «Воспоминания о летней ночи в Мадриде» и «Ночь в Мадриде» (в первой редакции «Воспоминание о Кастилии»; также известна как «Испанская увертюра № 2») — симфоническая увертюра, написанная М. И. Глинкой в 1848 году в Варшаве. Основана на народных мелодиях, записанных композитором в Испании. «Ночь в Мадриде», наряду с другой «испанской увертюрой» Глинки («Арагонская хота»), положила начало популярности испанской тематики в русской музыке.

## История
В 1844 году Глинка отправился в путешествие по Европе, которое продлилось три года. Проведя почти год в Париже, он решил поехать оттуда в Испанию, к которой с давних пор испытывал интерес. В Испании композитор прожил более двух лет, изучая культуру испанского народа и записывая испанские мелодии. Итогом этих лет стали две симфонические увертюры — «Арагонская хота» и «Воспоминание о летней ночи в Мадриде».
В 1847 году Глинка вернулся на родину, однако, побыв некоторое время в родном Новоспасском и Смоленске, отправился в Варшаву. Именно там он начал работу над «второй испанской увертюрой», которую первоначально озаглавил «Воспоминание о Кастилии». В своих «Записках» (завершённых в 1855 году) Глинка вспоминал о своём пребывании в Варшаве, где он работал с оркестром польского наместника графа И. Ф. Паскевича, и об истории возникновения этого произведения: «Тогда же я написал из 4-х испанских мелодий Potpourri на оркестр, названный мною тогда „Recuerdos de Castilla“».
Это произведение, под названием «Воспоминания о Кастилии», впервые было исполнено в Варшаве вскоре после создания; 15 марта 1850 года состоялось исполнение в Петербурге. Позднее Глинка продолжил работу над ним и в 1851 году, по его собственным словам, «развил пьесу и назвал её „Испанской увертюрой“ номер 2-й». Впоследствии увертюра стала известной как «Ночь в Мадриде» или «Воспоминание о летней ночи в Мадриде». В новой версии она впервые прозвучала в концерте Санкт-Петербургского филармонического общества, состоявшем из произведений Глинки, 2 апреля 1852 года в Петербурге. Именно эта, вторая редакция стала общепринятой и в 1858 году, вскоре после смерти Глинки, была впервые издана в Лейпциге фирмой Зигеля (Siegel). Партитура вышла под заглавием «Souvenir d’une nuit d'été à Madrid. Fantaisie pour orchestre sur des thêmes espagnols composée par M. I. Glinka. Editée et dédiée à Mr. S. W. Dehn par la soeur du compositeur L. Schestakoff» («Воспоминание о летней ночи в Мадриде. Фантазия для оркестра на испанские темы, сочинённая М. И. Глинкой. Опубликована и посвящена З. В. Дену сестрой композитора Л. Шестаковой»). Существуют также фортепианные переложения пьесы, в том числе выполненные М. А. Балакиревым.

## Состав оркестра
2 флейты, 2 гобоя, 2 кларнета, 2 фагота, 4 валторны, 2 трубы, тромбон, литавры, треугольник, кастаньеты, тарелки, большой барабан, малый барабан, струнные.

## Общая характеристика
В основу «Ночи в Мадриде» легли мелодии, которые Глинка записывал во время своего путешествия по Испании. В их числе были (как сам композитор писал в «Записках») «две Seguedillas manchegas» (ламанчские сегидильи), которые ему «особенно понравились», «мавританский напев» и хота. Но если в первой редакции 1848 года они ещё представляли собой, по собственному определению Глинки, «попурри на испанские темы», то во второй увертюра приобрела стройность и цельность формы.
Пьеса начинается с необычного вступления-пролога, в котором едва угадываются, среди отдельных мотивов, прерываемых паузами, будущие танцевальные темы — хоты и сегидильи. Затем следует блестящая оркестровая экспозиция, в которой тема хоты звучит отчётливо, во весь голос. Далее в экспозиции у струнных возникает песенная мелодия, которую постепенно перенимают и развивают деревянные и медные инструменты. После короткого вступления литавр и барабана она сменяется новой темой — сегидильи. В основной части Глинка сопоставляет изящную хоту (доминанту всей увертюры), суровый и сумрачный «мавританский напев» (единственную минорную тему увертюры) и сегидилью в двух её вариантах: празднично-танцевальном и плавном, напевном. Связующим звеном служит инструментальный рефрен — гитарный наигрыш. Темы мелодий повторяются и причудливо переплетаются, создавая картину типичной южной ночи, прозрачной и тёплой. Б. В. Асафьев отмечает роль пауз — «кратких моментов тишины» — в этой музыке: они создают ощущение времени и пространства, тёмной дали, поглощающей звук. Примечательно, что с определённого момента все темы увертюры проходят в зеркальном отражении (вторая сегидилья, затем первая, мавританский напев и хота), создавая тем самым законченную концентрическую форму. Не случайно Б. Асафьев назвал «Ночь в Мадриде» одной из «интеллектуальнейших вещей» Глинки. Оригинально и то, что в этом произведении Глинка отходит от условной романтической трактовки испанского материала и тонкостью манеры письма предвосхищает стиль музыкального импрессионизма.
Сравнивая две испанские увертюры Глинки, О. Е. Левашёва отмечает ряд сходств и различий. Обе пьесы, по её словам, «романтичны и красочны, пронизаны жарким ощущением Юга»; обе отличаются необыкновенной цельностью, лаконичностью и компактностью формы, обладающей «скульптурной законченностью». Однако по внутреннему замыслу они несхожи: «первая из них театральна, вторая — живописна; первая динамична, вторая же, скорее всего, медитативна». Левашёва полагает, что наилучшим образом сущность и характер «Ночи в Мадриде» отражает слово, присутствовавшее в первоначальном названии: «воспоминания». Б. Асафьев, в свою очередь, видит в этом произведении «последний привет Глинки лучшим дарам природы и жизни».

## Значение
Исследователями творчества Глинки не раз высказывалось мнение, что обе испанские увертюры — «Арагонская хота» и «Ночь в Мадриде» — послужили стимулом для последующего создания знаменитой «Камаринской». О. Е. Левашёва объединяет эти три произведения в особую группу, концентрирующую основные принципы зрелого симфонизма Глинки и представляющую собой «энциклопедию его оркестрового мышления». Впоследствии они оказали влияние на ряд русских композиторов, в первую очередь членов «Могучей кучки» (примером могут служить «Увертюра на тему испанского марша» Балакирева и «Испанское каприччио» Римского-Корсакова). Продолжением глинковских традиций стал и общий «расцвет „испанизмов“» во всей европейской музыке конца XIX — начала XX века.
Неоднократно отмечалось, что испанские увертюры Глинки известны и высоко ценимы не только в России, но и в Испании. Так, Мануэль де Фалья в одной из своих статей писал, что испанскую симфоническую музыку первыми создали русские композиторы, в частности, Глинка и Римский-Корсаков.